# Quinn Hughes
Quintin "Quinn" Hughes, född 14 oktober 1999, är en amerikansk-kanadensisk professionell ishockeyback som spelar för Vancouver Canucks i National Hockey League (NHL). Han har tidigare spelat för Michigan Wolverines i National Collegiate Athletic Association (NCAA) och Team USA i United States Hockey League (USHL).
Hughes draftades av Vancouver Canucks i första rundan i 2018 års draft som sjunde spelare totalt.
Han är bror till Jack Hughes och Luke Hughes.

## Statistik
| 2014–2015   | Toronto Marlboros      | GTHL        | 74  | 13 | 31  | 44  | 16 | —  | — | —  | —  | — |
|             | St. Michael's Buzzers  | OJHL        | 1   | 0  | 0   | 0   | 10 | —  | — | —  | —  | — |
| 2015–2016   | Team USA               | USHL        | 34  | 4  | 7   | 11  | 10 | —  | — | —  | —  | — |
|             | U.S. National U17 Team |             | 57  | 7  | 17  | 24  | 24 | —  | — | —  | —  | — |
| 2016–2017   | Team USA               | USHL        | 26  | 4  | 22  | 26  | 10 | —  | — | —  | —  | — |
|             | U.S. National U18 Team |             | 65  | 10 | 43  | 53  | 30 | —  | — | —  | —  | — |
| 2017–2018   | Michigan Wolverines    | NCAA        | 37  | 5  | 24  | 29  | 26 | —  | — | —  | —  | — |
| 2018–2019   | Vancouver Canucks      | NHL         | 5   | 0  | 3   | 3   | 2  | —  | — | —  | —  | — |
|             | Michigan Wolverines    | NCAA        | 32  | 5  | 28  | 33  | 16 | —  | — | —  | —  | — |
| 2019–2020   | Vancouver Canucks      | NHL         | 68  | 8  | 45  | 53  | 22 | 17 | 2 | 14 | 16 | 2 |
| 2020–2021   | Vancouver Canucks      | NHL         | 56  | 3  | 38  | 41  | 22 | —  | — | —  | —  | — |
| 2021–2022   | Vancouver Canucks      | NHL         | 76  | 8  | 60  | 68  | 28 | —  | — | —  | —  | — |
| NHL totalt  | NHL totalt             | NHL totalt  | 205 | 19 | 146 | 165 | 74 | 17 | 2 | 14 | 16 | 2 |
| NCAA totalt | NCAA totalt            | NCAA totalt | 69  | 10 | 52  | 62  | 42 | —  | — | —  | —  | — |
| USHL totalt | USHL totalt            | USHL totalt | 60  | 8  | 29  | 37  | 20 | —  | — | —  | —  | — |

### Internationellt
| Källa: Uppdaterad: 2019-06-24 | Källa: Uppdaterad: 2019-06-24 | Källa: Uppdaterad: 2019-06-24 |         | Utv = Utvisningsminuter | Utv = Utvisningsminuter | Utv = Utvisningsminuter | Utv = Utvisningsminuter | Utv = Utvisningsminuter |
| År                            | Lag                           | Mästerskap                    | Matcher | Mål                     | Assists                 | Poäng                   | Utv                     |                         |
| ----------------------------- | ----------------------------- | ----------------------------- | ------- | ----------------------- | ----------------------- | ----------------------- | ----------------------- | ----------------------- |
| 2017                          | USA                           | U18                           | 7       | 1                       | 4                       | 5                       | 4                       |                         |
| 2018                          | USA                           | JVM                           | 7       | 0                       | 3                       | 3                       | 6                       |                         |
| 2018                          | USA                           | VM                            | 10      | 0                       | 2                       | 2                       | 2                       |                         |
| 2019                          | USA                           | JVM                           | 7       | 0                       | 2                       | 2                       | 2                       |                         |
| 2019                          | USA                           | VM                            | 8       | 0                       | 3                       | 3                       | 0                       |                         |
| Junior totalt                 | Junior totalt                 | Junior totalt                 | 20      | 1                       | 9                       | 10                      | 12                      |                         |
| Senior totalt                 | Senior totalt                 | Senior totalt                 | 18      | 0                       | 5                       | 5                       | 2                       |                         |